# دوک انرژی

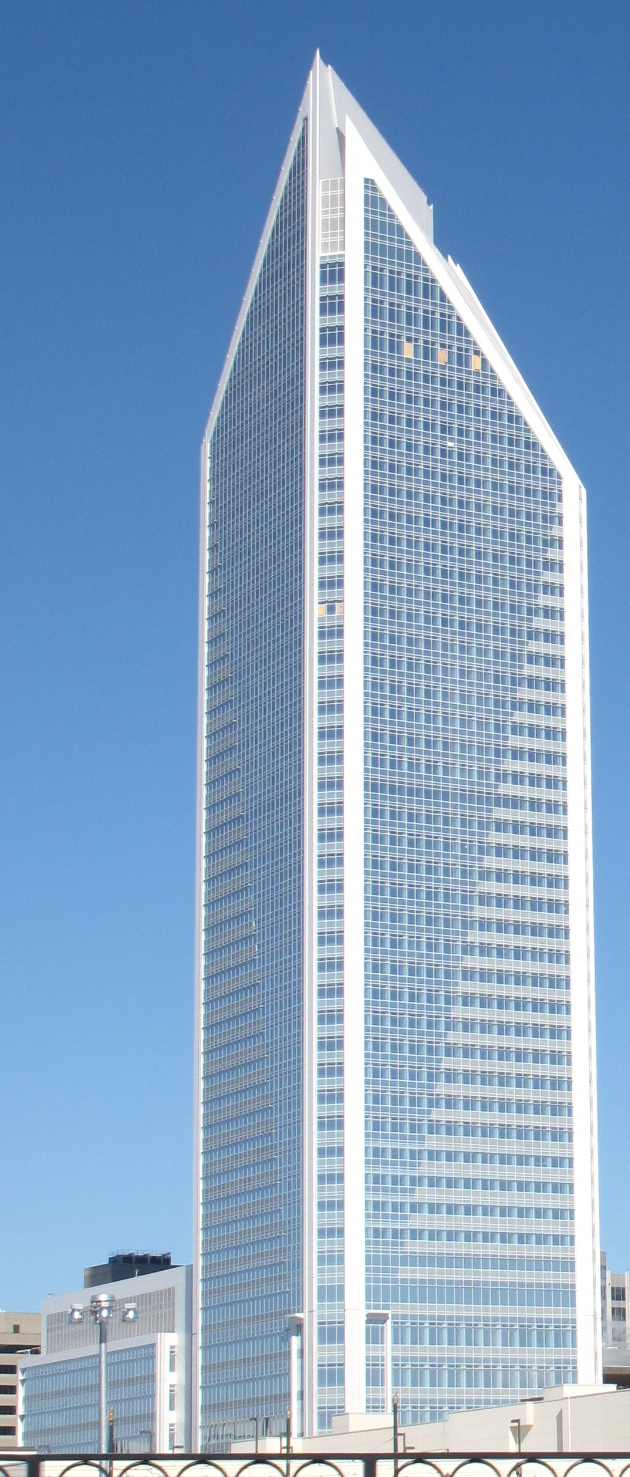
ساختمان دوک انرژی سنتر، دفتر مرکزی شرکت دوک انرژی در شهر شارلوت

دوک انرژی (به انگلیسی: Duke Energy) شرکت انرژی آمریکایی است، که در زمینه تولید، انتقال و توزیع برق، همچنین تولید انرژی اتمی و توزیع گاز طبیعی فعالیت می‌کند.
شرکت دوک انرژی در سال ۱۹۰۴ توسط جیمز بیوکنن دوک تأسیس شد و در حال حاضر دارای عملیات در کشورهای آمریکای لاتین و کانادا می‌باشد و به‌عنوان بزرگترین شرکت برق ایالات متحده آمریکا شناخته می‌شود.
دفتر مرکزی این شرکت در ساختمان دوک انرژی سنتر، شهر شارلوت، کارولینای شمالی، ایالات متحده آمریکا قرار دارد و بخشی از سهام آن در بازار بورس نیویورک معامله می‌شود، همچنین جزئی از شاخص اس اند پی ۵۰۰ به‌شمار می‌آید.